# Covinha (petróglifo)

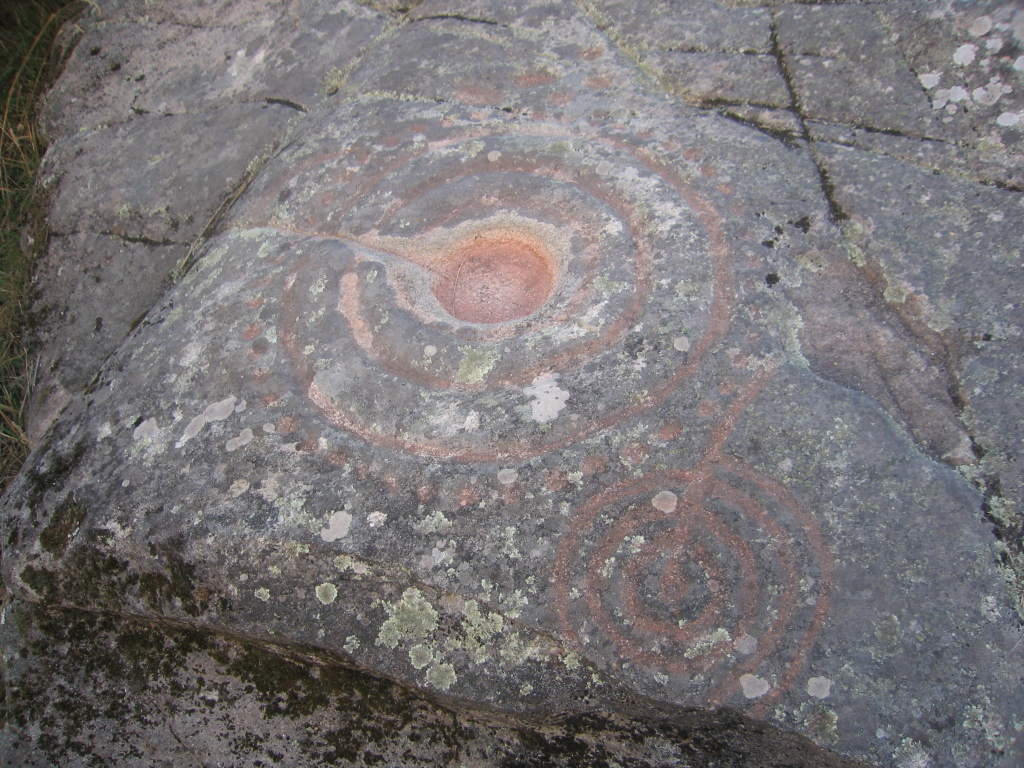
Pormenor da Laxe das Rodas, com uma covinha de 21 cm de diâmetro e 5 cm de profundeza no centro do petróglifo da esquerda, assim como pequenas covinhas (puntos) ao redor dele

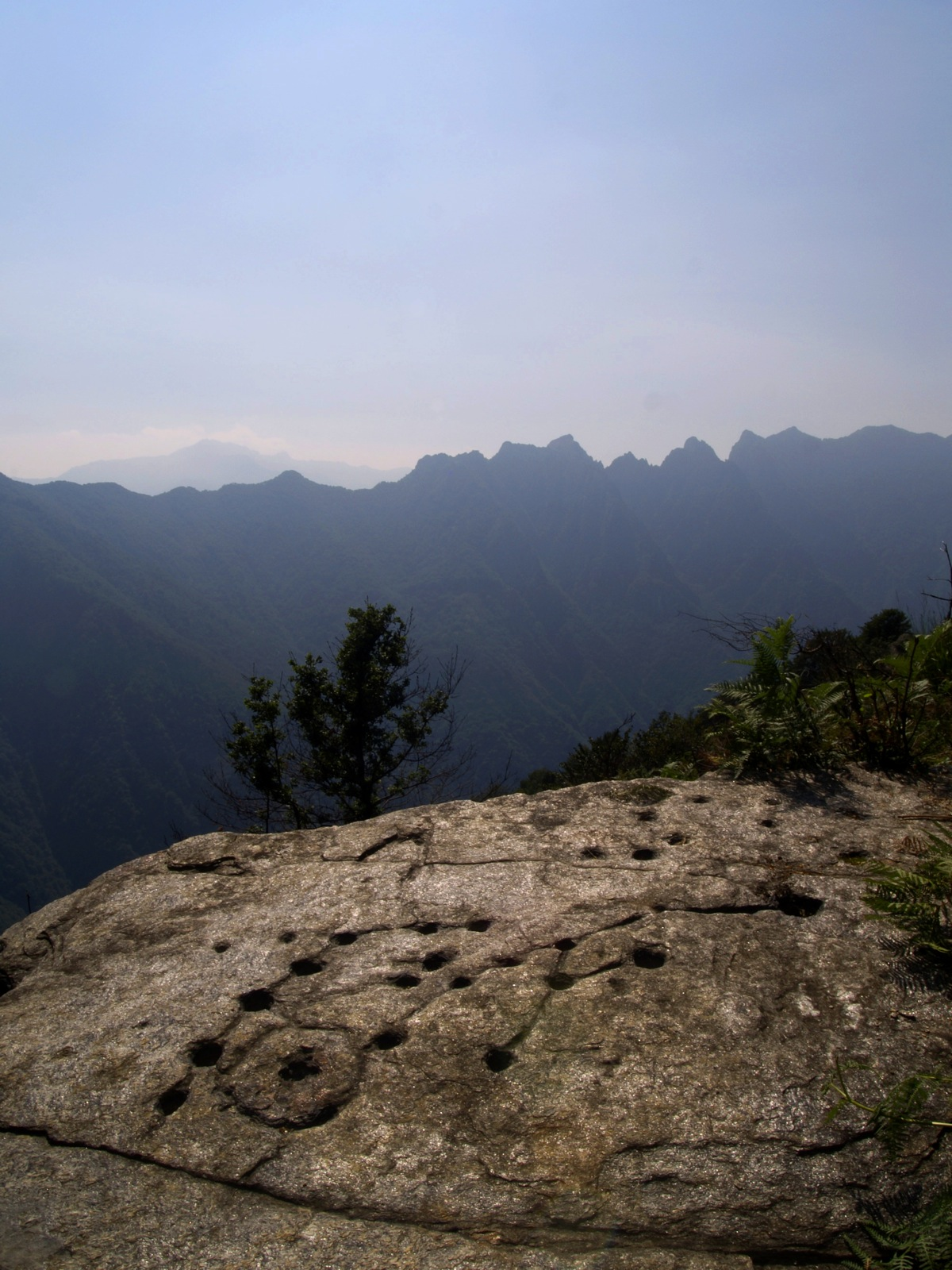
Covinhas numa rocha em Alpe Prà, Itália

Em arqueologia, denomina-se covinha, por vezes fossete (em inglês cupmark) a um pequeno oco artificial escavado na  superfície de algumas rochas, tendo geralmente uma seção semi-esférica e planta circular (embora também as haja de planta quadrangular). Podem encontrar-se isoladas ou formando agrupações, quer com outras covinhas quer com outras gravuras rupestres.
Embora o caso mais comum seja encontrá-las gravadas nas superfícies de formações rochosas naturais, também se  encontram em perafitas ou em esteios megalíticos.
As covinhas são um dos motivos rupestres mais recorrentes, em todas as épocas e latitudes. A sua cronologia abrangeria, na Europa, do Paleolítico Médio (La Ferrassie) até à Idade do Ferro.

## Funcionalidade
As hipóteses existentes sobre a funcionalidade das covinhas são múltiplas, entre elas:
- contentores para oferendas,
- receptáculos de libações ou de sacrifícios [3]
- símbolos de caráter sexual feminino,
- cartografias, de constelações e terrestres
- marcadores de espaços sagrados, de caminhos migratórios, de locais com alto valor mágico e propiciatório
- ligadas a cultos litolátricos, aquáticos, destinados a promover ou a incrementar a fertilidade, particularmente a feminina.
- tabuleiros para jogos
- marcadores de operações pré-numéricas

### Locais sagrados
Há hipóteses que apontam a que, pelo menos em certas regiões, as covinhas poderiam assinalar um espaço sagrado pré-histórico, espaço que seria mantido, uma vez instalado o cristianismo, com a construção de templos (capelas, etc) em tais locais. Existiria portanto uma "convergência espacial" entre a distribuição destas gravações e a distribuição de certos templos cristãos

### Fertilidade
Breck Parkman, reportou que os índios Pomo procuravam o poder resultante da produção de covinhas para curar a infertilidade